# Casa del Mitreo

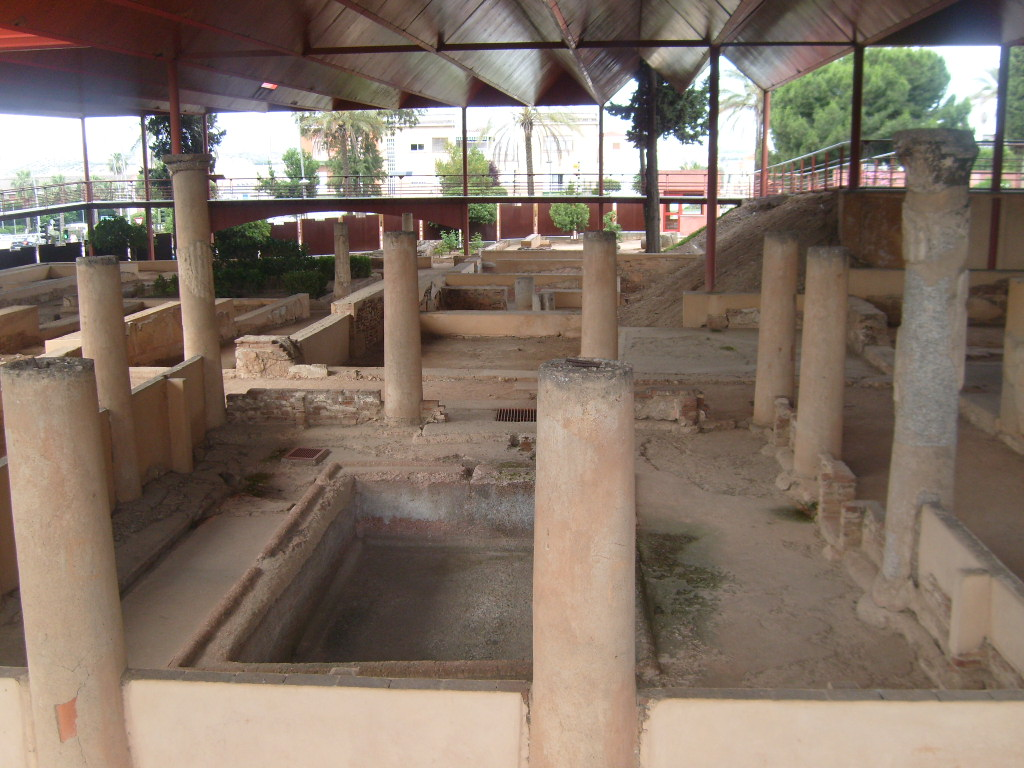
Vista parziale

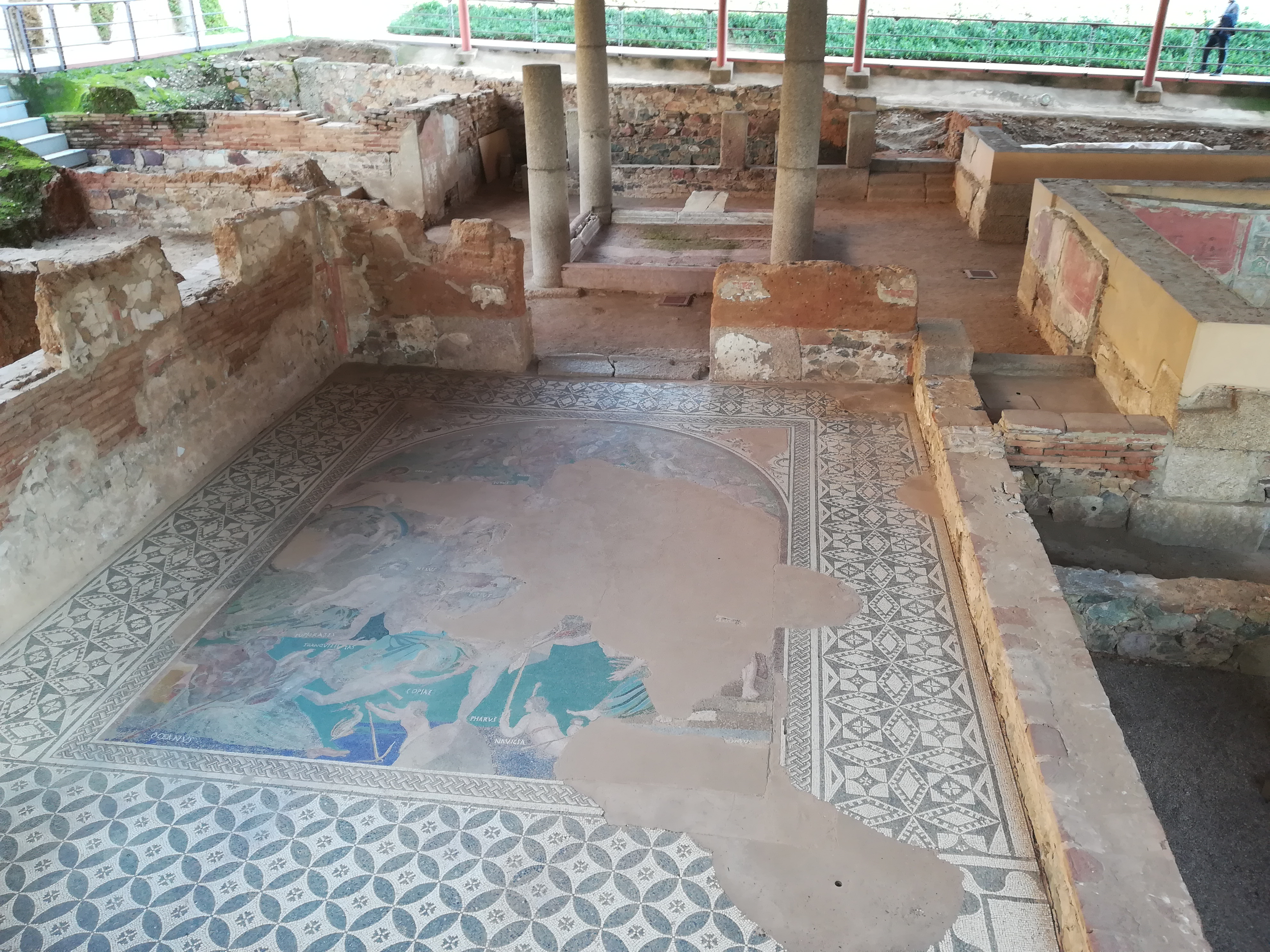
Sala con pavimento in mosaico

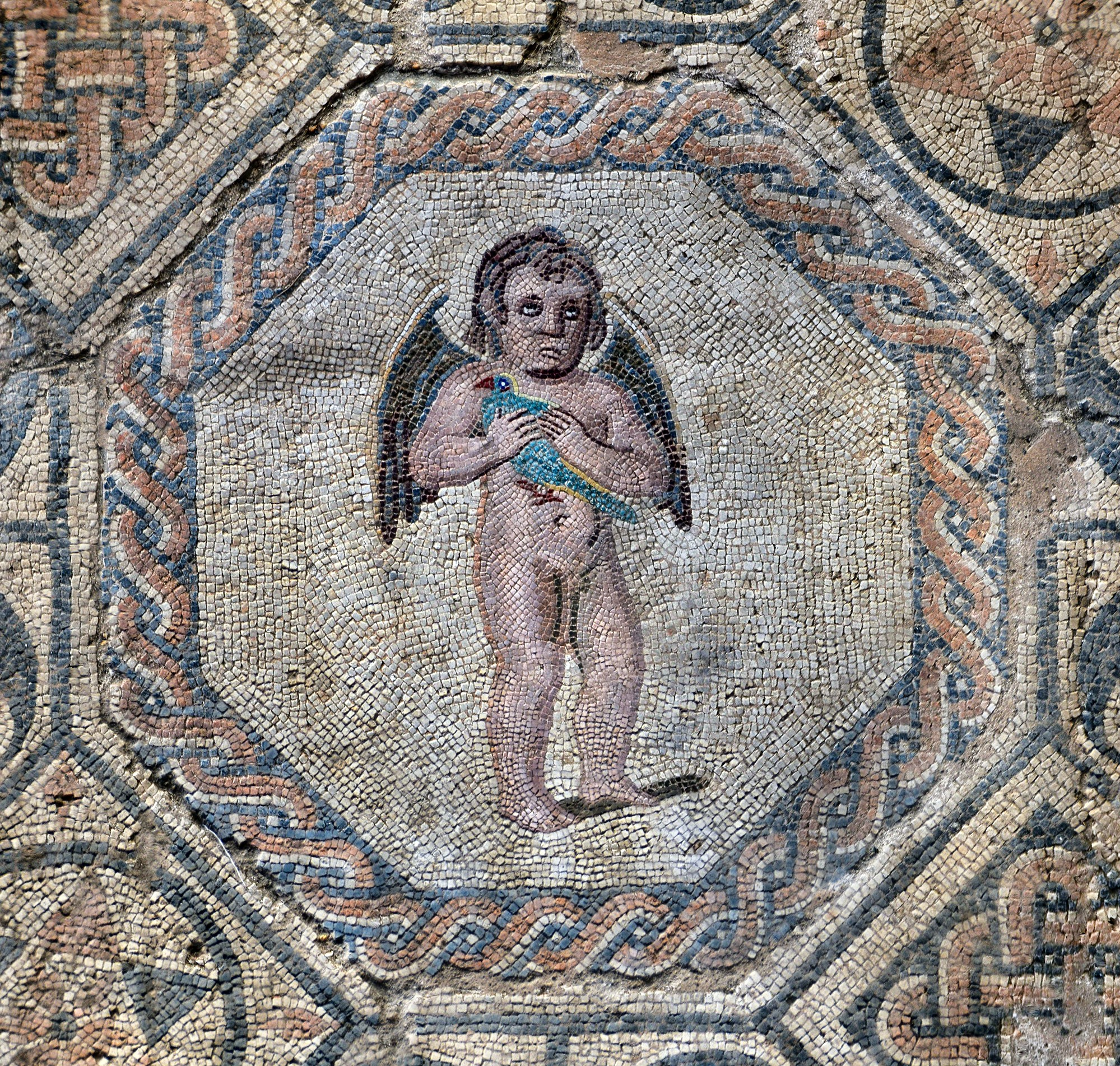
Dettaglio di un mosaico

La casa del Mitreo è un'antica abitazione romana nella città spagnola di Mérida, nella provincia di Badajoz, Estremadura. È stato dichiarato Bene di Interesse Culturale, con la categoria di zona archeologica, il 14 settembre 1990.
Nel 1993 l'UNESCO lo ha dichiarato Patrimonio dell'umanità come parte dell'Insieme archeologico di Mérida.

## Ubicazione e datazione
Si trova nell'angolo sud-ovest della città, fuori dall'antica cinta muraria, accanto al santuario mitraico del Cerro de San Albín, da cui prende il nome. È privo di edifici su tutti i lati. La sua costruzione risale alla fine del I secolo o all'inizio del II secolo e dopo aver subito varie riforme fu abbandonato alla fine del IV secolo.

## Descrizione
La pianta è organizzata attorno a due peristili e ad un atrio, anche se i limiti della casa non sono ben definiti. Ad esso si accedeva da nord-ovest, dove è visibile un breve corridoio che conduce ad un atrio, il che suggerisce che avesse qualche relazione con il santuario mitraico. L'atrio è formato da un quadrilatero che presenta agli angoli colonne in granito di stile dorico-toscano, di cui una quasi completa. Resti della decorazione pittorica sono presenti nella parte nord-occidentale, basati su un plinto con finto marmo marmorizzato a forma di rombi. A destra dell'atrio si trova un ambiente il cui pavimento è costituito da un mosaico, detto Mosaico Cosmogonico. Della decorazione rimane poco.
Attraverso un corridoio si accede ad un peristilio con vasca rettangolare con quattro colonne per lato. Le colonne poggiano su un basamento stuccato di rosso. Gli intercolumni sono chiusi a metà altezza da un muro in mattoni con apertura verso nord e ovest. Negli angoli si conservano resti di dipinti. Su questo peristilio si apre un'altra stanza chiamata Stanza dei Pittori, coperta per preservarne i plinti decorati.
A destra del peristilio precedente e attraverso un corridoio si accede ad un secondo peristilio, di proporzioni maggiori. Il centro occupa un giardino, circondato da un canale profondo 50 cm, ricoperto di terrazzo, che, sul lato ovest, si allarga sul fondo. Il tutto forma un complesso rettangolare con cinque colonne sui due lati maggiori e quattro su quello minore, e un pavimento a mosaico. Attorno a questo peristilio si organizzano una serie di ambienti, di cui tre situati a nord, con pavimenti a mosaico geometrico bianco e nero e pareti con dipinti. Ad ovest si trova una cisterna con copertura a volta, di cui si conserva la parte iniziale, che era alimentata da un canale che comunicava con il peristilio. Nell'ala sud il disimpegno si prolunga in due ambienti con pavimentazione a mosaico. Ad est corre un corridoio con vari ambienti. Nell'angolo sud-est si trovano delle scale che conducono a due ambienti sotterranei con volte e finestre sopraelevate. Questi ambienti e lo scalone conservano resti di intonaci e pitture.